# Studentbystiftelsen i Åbo
Studentbystiftelsen i Åbo (finska: Turun ylioppilaskyläsäätiö, kortare TYS) är en finländsk stiftelse i Åbo stad vars uppdrag är att bygga, renovera och underhålla student- och ungdomsbostäder för ungdomar som studerar vid eftergymnasiala utbildningsinstitutioner eller är i arbete. De flesta av stiftelsens bostadsobjekt ligger i Åbo studentby.
År 2015 hade Studentbystiftelsen i Åbo 4 718 bostadsplatser till sitt förfogande. Lite över hälften av stiftelsens hyresgäster studerar vid Åbo universitet, medan ungefär en sjättedel studerar vid Åbo Akademi och Åbo yrkeshögskola. Den genomsnittliga hyran för lägenheterna år 2015 var 12,08 €/m²/månad. Stiftelsens balansräkning uppgick till cirka 158,8 miljoner euro.

## Historia

### 1960-talet
Åbo universitets studentkår grundade Studentbystiftelsen i Åbo år 1966. Tidigare hade studentkårens byggverksamhet varit en del av studentkårens övriga verksamhet. I och med den snabbt växande studentpopulationen beslutades det att separera byggandet till en egen stiftelse. Stiftelsen fick sin startkapital i form av Åbo studenthus, övrig egendom och 10 000 mark. Åbo Akademis Studentkår, Åbo handelshögskolas studentkår och Åbo lärarhögskolas studentkår anslöt sig till stiftelsen den 2 december 1967. Övriga studentkårer gick med år 1970. Stiftelsens första byggprojekt, Åbo studentby, hade förberetts redan före stiftelsens grundande. Grundstenen för studentbyn murades den 3 december 1968, och de första invånarna flyttade in den 31 augusti 1969.

### 1970-2000-talen
Byggandet av studentbostäder finansierades genom statliga Aravalån och banklån. Dessutom krävdes det också en egen finansieringsandel på fem procent. Denna andel samlades in genom pappersinsamlingar och donationer från kommuner och företag. I början av 1970-talet grundades restaurang och nattklubb Ikituuri, och sommarsäsongsverksamheten utökades för att stärka det egna kapitalet. År 1974 påbörjades byggandet av Congress Center Åbo, och samtidigt pågick bygget av den östra delen av studentbyn. Oljekrisen ökade byggkostnaderna med en fjärdedel och minskade turistströmmen. År 1980 ändrades stiftelsens stadgar så att majoriteten av styrelse- och fullmäktigemedlemmarna utsågs av Åbo stad. Samma år färdigställdes slutligen Åbo studentby. Congress Center Åbo fick en ny ägare, men det dröjde till 1990-talet innan kongresscentret hittade ett framgångsrikt koncept och renoverades till spahotellet Caribia.
Affärsverksamhetens vinster var avsedda att finansiera bostadsverksamheten och hålla hyrorna låga. Under mitten av 1970-talet höjdes hyrorna knappt alls. Men när de allmänna kostnaderna steg och kongresscentret inte gick med vinst, var det i slutet av 1970-talet och början av 1980-talet nödvändigt att höja hyrorna snabbt. Tusentals studenter deltog i en bojkott och vägrade betala hyreshöjningarna. Studenterna lyckades endast fördröja hyreshöjningarna, och bojkotten avslutades 1982.
I början av 1980-talet började TYS bygga nya bostäder även utanför studentbyn, eftersom dess område redan var fullt. Nya bostäder byggdes i Kråkkärret, Ispois och Peltola. Samtidigt renoverades studenthusen, och dubbelrum togs bort. På grund av tomtbrist gick byggandet dock inte så snabbt som stiftelsen hade hoppats. I slutet av 1980-talet och början av 1990-talet färdigställdes nya bostäder i Harittu, Ilpois, Räntämäki och Hallis. Också bostadsprojektet Henrikki, mellan Åbo universitet och Åbo domkyrka, förvärvades. Under nästa decennium och i början av 2000-talet färdigställdes fler projekt: Auranhelmi i Stadsdel VIII, Tavasti längs Tavastlandsvägen och Nummenranta vid nya Helsingforsgatan och Aura å.

### 2010-2020-talen
År 2011 färdigställdes ett 43 meter högt bostadstorn i 12 våningar kallat Ikituuri vid Helsingforsgatan. Tornet har bland annat kopparfasader och ett geotermiskt uppvärmningssystem. Vid årsskiftet 2019 stod bostadsprojektet Aitiopaikka färdigt nära Ikituuri, känt särskilt för sina 516 solpaneler på taket som producerar mer energi än byggnaden förbrukar årligen. Vid årsskiftet 2022 färdigställdes stiftelsens senaste projekt, Tyyssija, i studentbyn, där det även finns en K-Market, studentrestaurang, gym och kontor för Studentbystiftelsen i Åbo.